# Ульяново (Калужская область)
Улья́ново — село в Калужской области России. Административный центр Ульяновского района и сельского поселения «Село Ульяново».
В 2020 году селу присвоено почётное звание Калужской области «Рубеж воинской доблести».

## География
Село расположено при впадении речки Поляны в Вытебеть, в 120 км от Калуги и в 50 км от Козельска.

## История
Определённой даты основания села не сохранилось, но достоверно известно, что здесь были поселения славян ещё в XVI—XVII веках.   
Согласно «Калужской энциклопедии» торговое село Плохино возникло на месте поселения с названием «Селище».
Граф Николай Иванович де Рошфор (Рошефор) в «Описи церковных памятников Калужской губернии», упоминает что прежним названием села было «Местилово».
Село Местилово упоминается в письменных источниках, в составе удельных земель князя Дмитрия Фёдоровича Воротынского, в дипломатических документах, датированных январем 1494 года, которые были опубликованы в 35 томе «Сборника Императорского Русского исторического общества» в 1882 году под редакцией Г. Ф. Карпова.

 А се тѣ волости, послы их звали данье королево княземѣ Новосилскимъ, а въ спискѣ ихъ написаны; а бояре говорили, что князи зовут ихъ себѣ вотчиною: Лугань, да Мѣстиловъ, да Куинь, да Хвостовичи, а держитъ их князь Дмитрей… 
Известно, что в 1504 году село Местилово упоминается в духовной Великого Московского князя Ивана III Васильевича который жалует это село своему четвёртому сыну Семёну Ивановичу князю Калужскому. Таким образом село Местилово с 1505 по 1518 год находилось в составе Калужского удельного княжества.

Да благословляю сына своего Семена, даю ему город Бежытцкой Верх с волостми, и с путми, и с селы, и со всеми пошлинами, город Колугу с волостми, и с путми, и с селы, и со всеми пошлинами. Да сыну же своему Семену даю город Козелеск с волостми, и с селы, а волости Козелские: Серенеск, да Людимеск, да Коробки, и Вырки, на Вырке на реке волости Сенища, да Сытичи, да Выино, и с ыными месты, да Липици, да Взбынов, да Верх-Серена, да Луган, да Местилово, да Къцын, да Хвостовичи, да Порыски, да Борятин, да Орень, да Хостьци, да Жеремин, да Сныхово, да Ивановское Бабина село Незнаново, и с ыными месты, со всем с тем, что к тем волостем и селом потягло.
В конце XVII века подарено Петром I своему сподвижнику — государственному и военному деятелю Я. В. Брюсу.
При нём в Плохине и окрестных селениях открылись промышленные предприятия: парусно-полотняная фабрика (1715), фабрика тонкого полотна, веревочно-канатное производство, винокуренный завод, свечной и мыловаренный заводы, сахароварильные заведения и др.
Волокно (пеньку) для веревочно-канатного производства заготавливало все окрестное население. На канатах стояло в металлической оправе клеймо «Фабрика графа Брюса. Село Плохино Калужской губернии». Парусно-полотняная продукция фабрики графа Брюса имела широкую известность. Многие русские пароходные общества закупали плохинские канаты («плохинка»). Поставки парусов осуществлялись в Англию, Францию, Бельгию, Голландию, Китай и другие государства.
Скончавшись в 1735 году, Брюс не оставил после себя прямых наследников. Его имущество отошло в казну.
В 1740 императрица Анна Иоанновна пожаловала графский титул и все земельные владения Я. В. Брюса его племяннику генерал-майору Александру Романовичу (1708—1752), далее наследство перешло к его сыну генерал-аншефу Якову Александровичу (1732—1791). После смерти Я. А. Брюса наследство досталось единственной дочери Екатерине (1776—1829). К ней ездили ходоки села с просьбой об оказании помощи по завершению строительства сельской церкви. На её пожертвования храм был завершён в 1803 году. Проживала Е. Я. Брюс постоянно в Италии, а 1815 году начала распродавать свои калужские имения.
С переходом имения во владение Д. Отта предприятия Брюса постепенно стали распродаваться местным помещикам. Новый владелец в развитии промышленности не был заинтересован. Парусно-полотняная и тонких полотен фабрики закрылись.
В начале XX в Плохино было центром Плохинской волости Жиздринского уезда Калужской губернии. Постановлением Совнаркома от 1 апреля 1920 года село в составе всего Жиздринского уезда было передано в Брянскую губернию.
В 1929 году село стало центром Плохинского района Сухиничского округа Западной области.
4 июня 1935 года ЦИК СССР принял постановление о переименовании Плохинского района в район Румянцевский Западного областного комитета ВКП(б), а села Плохино — в село Румянцево в честь первого секретаря Западного обкома ВКП(б) И. П. Румянцева. После ареста и расстрела И. П. Румянцева в 1937 году село было решено вновь переименовать. Новое название в честь М. И. Ульяновой было выбрано по предложению крестьян деревни Колосово (бывших ходоков к Марии Ильиничне) и ходатайству райисполкома Президиум ВЦИК 1 августа 1937 года район был переименован в Ульяновский, райцентр — в Ульяново. В том же году Ульяново и Ульяновский район вошли в состав Орловской области.
С октября 1941 по июль 1943 район был оккупирован немецко-фашистскими войсками. В декабре 1941 года в прилегающих лесах сформировался партизанский отряд, насчитывающий около 300 человек. 23 декабря партизаны выбили немцев из села и удерживали его несколько дней.
В послевоенные годы в Ульянове заработал хлебокомбинат, расширилась районная больница. В 1970 году по инициативе художника А. В. Киселёва в селе открылась картинная галерея.
В 1986 году село подверглось радиационному заражению в связи с аварией на ЧАЭС.
С 2006 года село является центром сельского поселения «Село Ульяново», объединяющего 20 населённых пунктов.

## Население
| 1859  | 1880  | 1897  | 1913  | 1926  | 1939  | 1959  |
| ----- | ----- | ----- | ----- | ----- | ----- | ----- |
| 1310  | ↗1735 | ↗3065 | ↗3446 | ↘3043 | ↗3067 | ↘2672 |
| 1970  | 1979  | 1989  | 2002  | 2010  | 2021  |       |
| ↗3096 | ↘2917 | ↗3482 | ↘3085 | ↘3022 | ↗3078 |       |

## Транспорт
- Расписание движения автобусов междугородных маршрутов от Калужского автовокзала

## Инфраструктура
В селе располагаются: отделение Сбербанка России, сетевой магазин «Дикси».
Учреждения
- Администрация муниципального района «Ульяновский район»
- Отдел внутренних дел Ульяновского района
- Районный дом культуры
- Ульяновский краеведческий музей
- Редакция газеты «Вестник»
- Ульяновская средняя общеобразовательная школа

Промышленность
- Предприятие «Зеркалика»
- Предприятие «Северное сияние»
- Ульяновский огнеупорно-керамический рудник
- Предприятие «Холмищи»

Прочее
- Пункт выдачи Ozon
- Пункт выдачи Wildberries

## Достопримечательности
- Ульяновская картинная галерея.
- Мемориал советских воинов, погибших в годы ВОВ.
- Памятник В.И. Ленину

- Памятник павшим героям
- Административное здание
- Дом культуры райцентра
- Усадьба Меньшикова
- Центральная улица Ульяново
- Сетевой магазин Дикси
- Памятник В.И.Ленину

### Русская православная церковь
- Действующая — Церковь Воскресения Христова в Ульянове.

- Недостроенная церковь Иконы Божией Матери Знамение в Плохино. Инициатором строительства являлся купец I-й гильдии Павел Иванович Меньшиков. Проект Б. А. Савицкого[22]. Русский стиль, крестообразный, притвор связан с трёхъярусной шатровой колокольней, увенчан круглым барабаном, завершавшимся луковичным куполом. Фасады украшены богатым декором. Боковые приделы Никольский и Александровский. Храм строился на народные пожертвования. Много пожертвований поступало в базарные дни. Сбор производили два человека, один нёс кружку, а другой — икону, именуемую «Знамение». Празднование в честь иконы совершается 27 ноября (10 декабря). Строительство было начато в 1896 году и продолжалось до 1916 года. К тому времени внешняя отделка завершена, оставалось произвести внутренние отделочные работы, однако в связи с продолжавшейся Первой мировой войной работы были приостановлены. Перед недостроенным зданием в годы оккупации располагалось немецкое воинское кладбище.

## Известные люди
- родился Отт Дмитрий Оскарович, один из основоположников отечественной гинекологии ;
- родился Тарасов Николай Филиппович, советский актёр эпизода;
- похоронен Афанасий Васильевич Лапшов , генерал-майор, командир 16 гвардейского стрелкового корпуса. Погиб 15 июля 1943 года в районе села при объезде подчиненных войск[23];
- проживал непродолжительное время старец Нектарий Оптинский[24].